# Cerithium alexandri
Cerithium alexandri là một loài ốc biển, là động vật thân mềm chân bụng sống ở biển thuộc họ Cerithiidae.